# نائومی کوسومی
نائومی کوسومی (انگلیسی: Naomi Kusumi; ۱۷ ژوئن ۱۹۵۴ – ) بازیگر، و صداپیشه اهل ژاپن بود. وی از سال ۱۹۷۸ میلادی تاکنون مشغول فعالیت بوده‌است.